# Thập niên 970
Thập niên 970 hay thập kỷ 970 chỉ đến những năm từ 970 đến 979.